# 中村宣一朗
中村宣一朗（なかむら のぶいちろう、1932年5月3日- 2025年3月20日）は、日本の会計学者、大阪大学名誉教授。

## 略歴
和歌山県で育つ。京都市出身。1955年大阪外国語大学イスパニア語科卒、学士入学して1959年大阪大学経済学部卒、65年同大学院博士課程単位取得退学、77年「会計統一化政策」で経済学博士の学位を取得。甲南大学助教授、教授をへて、1982年大阪大学経済学部教授。96年定年退官、名誉教授となり、摂南大学教授を務めた。日本会計研究学会太田賞受賞。

## 著書
- 『近代フランス会計学』中央経済社 1969
- 『企業利潤論序説 企業利潤の源泉と測定』森山書店 1973
- 『会計統一化政策』ミネルヴァ書房 1976
- 『会計学 企業会計の構造と過程の分析』同文館出版 1979
- 『利益計算論』同文館出版 1984
- 『会計規制』税務経理協会 1992

### 共著
- 『イントロダクション財務会計』高尾裕二, 伊予田隆俊,田村威文共著 同文館出版 1995
- 『エッセンシャル企業会計』高尾裕二共著 中央経済社 2001

### 翻訳
- フランス国家会計委員会編『標準会計制度』木内佳市共訳 ミネルヴァ書房 1962
- A.シュランツ『ドイツ経営経済学』岡田昌也、吉田修、加藤恭彦共訳 千倉書房 1971
- 国家会計審議会『フランス会計原則 プラン・コンタブル・ジェネラル』森川八洲男、高尾裕二、野村健太郎、大下勇二共訳 同文館出版 1984

## 論文
- 中村宣一朗「プラン・コンタブルに関する一つの覚書--会計標準化について」『大阪大学経済学』第12巻第1号、大阪大学大学院経済学研究科、1962年8月、ISSN 0473-4548、NAID 40000303627。
- 中村宣一朗「フランスにおける純粋会計論の展開--会計の概念規定について」『會計』第86巻第4号、森山書店、1964年10月、808-825頁、ISSN 03872963、NAID 40000364550。
- 中村宣一朗「経済学上の利潤と会計学上の利潤」『甲南経営研究』第6巻第3号、甲南大学経営学会、1966年1月、287-304頁、ISSN 04524152、NAID 40001238923。
- 中村宣一朗「会計統一化の目標」『甲南経営研究』第14巻第4号、甲南大学経営学会、1974年3月、97-125頁、ISSN 04524152、NAID 40001238873。
- 中村宣一朗「時価主義の意義」『甲南経営研究』第22巻第4号、甲南大学経営学会、1981年12月、1-21頁、ISSN 04524152、NAID 40001239153。
- 中村宣一朗「利益計算と企業実体概念」『大阪大学経済学』第33巻第1-2号、大阪大学大学院経済学研究科、1983年9月、19-29頁、ISSN 04734548、NAID 40000304156。
- 中村宣一朗「会計規制の理論的基礎」『大阪大学経済学』第40巻第1-2号、大阪大学、1990年9月、331-338頁、ISSN 04734548、NAID 110000126313。
- 中村宣一朗「企業組織と会計の働き」『経営情報研究 : 摂南大学経営情報学部論集』第4巻第2号、1997年2月、149-159頁、NAID 120005370345。
- 中村宣一朗「会計の規制と概念フレームワーク」『経営情報研究 : 摂南大学経営情報学部論集』第5巻第1号、1997年7月、107-126頁、NAID 120005370363。
- 中村宣一朗「現代会計の計算構造と基本的処理方法について」『経営情報研究 : 摂南大学経営情報学部論集』第6巻第2号、1999年2月、17-30頁、NAID 120005370406。